# A végső ütközet
A végső ütközet (The Last Battle) C. S. Lewis regénysorozatának, a Narnia krónikáinak hetedik, befejező kötete. 1956-ban jelent meg. Ezúttal a gonosz nem külső ellenségként érkezik, hanem belülről bomlasztja a birodalmat. Megismerjük az utolsó, végső történetét Narnia birodalmának. Magyarul először a Szent István Társulatnál, K. Nagy Erzsébet fordításában, 1997-ben jelent meg a regény, majd Liszkay Erzsébet fordításában, 2006-ban az M&C Kiadónál.

## Cselekmény
|  | Alább a cselekmény részletei következnek! |

Alig 200 év telt el Az ezüsttrón cselekménye óta Narniában. Az Üst-tó mellett Fondor, a majom és Gubanc, a balga szamár egy oroszlánbőrt talál. Fondor rögtön varr is egy kabátot belőle a szamárnak, s ha valaki nem látott még oroszlánt, könnyen elhiheti, hogy az oroszlánbőrbe bújtatott szamár valójában egy hatalmas oroszlán. Ez idő alatt Narnia királya, Tirian pihen a nyári vadászlakjában barátjával, Gyémánttal, az egyszarvúval. Nyugalmukat megbolygatja Titoklátó, a kentaur, s egy bükkfa nimfa, s elmondja, hogy a Lámpás-tisztáson kivágják a beszélő fákat. A király, és az egyszarvú rögtön elindul. Útközben találkoznak egy rágcsálóval, aki elmondja, hogy a fákat kivágják, és eladják Calormenban, Aslan parancsára. Mikor a király és barátja a tisztáshoz érnek, látják, hogy a beszélő állatokat dolgoztatják a calormeniek, amire haragra gerjednek, s megölik őket. De el kell menekülniük. Később azonban visszatérnek, mert megbánják tetteiket, és elfogják őket.
Kiderül, hogy a narniaiak a szamarat Aslannak nézik, és elfogadják parancsait, amit valójában a majom osztogat. Dolgoztatja és kizsákmányolja az embereket, s az állatokat. Azt állítja, hogy Tash, a gonosz isten és Aslan egy és ugyanaz. A király nem hiszi el, de emiatt kikötözik egy fához. Éjjel bánatában Aslant, a földi gyerekeket szólítja. Egy álmot lát, ahol a két gyerek (Jill és Eustace), három nagyobb ifjú (Peter, Edmund és Lucy) és két öregebb személy (Digory és Polly) beszélget. Meglátják őt, de Tirian nem tud megszólalni. Azonban, ahogy az álom véget ér, Eustace és Jill előtte áll, és kiszabadítják. Egy őrtoronyba menekülnek, s útközben Tirian elmondja milyen veszély leselkedik Narniában. Másnap calormeninek álcázzák magukat, s elindulnak segítségért. Az istállónál, ahol az ál-Aslan rejtőzik, kiszabadítják Gyémántot. Jill leleményesen bemegy az istállóba, és találkozik Gubanccal, aki örömmel velük tart. Gubanc elmondja, hogy a majom terve volt minden, s hogyan történt minden. Mindenki megörül, hogy kiderült: nem az igazi Aslan volt a zsarnok. Visszafele találkoznak néhány törpével, akiknek elmondják az igazságot. De a törpék - kivéve Poggint, aki még hitt Aslanban - nem hittek nekik. Nem fogadták el sem a királyt, sem a majmot, sem Aslant vezetőjüknek. Poggin azonban csatlakozik Tirianhoz.
Másnap eldöntik, hogy a többi narniaihoz tartanak, akiket Titoklátó vezet. De útközben találkoznak Messzelátóval, a sassal. Elmondja nekik, hogy látta, ahogy Cair Paravelt, Narnia fővárosát megszállják a calormeniek, de látta Titoklátót is, nyíllal az oldalában. Tehát a többi narniaira nem lehet számítani. Ez a hír mindenkit elkeserít, s rájönnek, az az egyetlen lehetőségük, ha az istállónál strázsáló calormenieket legyőzik, és összegyűjtik a maradék narniaiakat. Tehát a király, és kis csapata az istállóhoz lopódzik. Kihallgatják a majmot, ahogy a tömeghez beszél. Elmondja nekik, hogy egy csaló ál-Aslan oroszlánbőrbe bújva Aslannak adja ki magát. Így Tirian terve, hogy leleplezi a csalást, kivitelezhetetlen. A majom elmondja, hogy emiatt Aslan nem fog többet kijönni az istállóból, mert nem érdemesek rá. De aki akar, az bemehet hozzá. Rőt, a macska, aki valójában a majom szövetségese, bemegy, de rögtön ki is iszkol halálra rémülve. Később egy calormeni fiú, Emeth, aki rettentően hitt Tashban, bemegy az istállóba. De ki nem jön. Ezután Tirian és barátai felfedik magukat. Közlik a narniaiakkal, hogy csatlakozhatnak hozzájuk legyőzni a gonoszt. Néhányan átállnak hozzájuk, s együtt megtámadják a calormenieket. Kisebb ütközet zajlik, de végül Tirian, Eustace és Jill bekerül az istállóba.
Azonban az istállóban nem sötétet, és komor falakat találnak, hanem egy hatalmas, gyönyörű, zöld mezőn találják magukat. Mellettük ott áll Digory, Polly, Peter, Edmund, Lucy is, akik szintén eljutottak Narniába. Kiderül, hogy mindannyian meghaltak egy vonatszerencsétlenség közben. De megjelenik az igazi, a fenséges, a dicsőséges Aslan. Azonban "itt az idő". Narniának vége. Aslan megsemmisíti Narnia birodalmát. Minden állat, minden ember, minden élőlény elé vonul. Ránéznek, s utána vagy elvonulnak a megsemmisülésben, vagy tovább vándorolnak "egyre feljebb, egyre beljebb" a zöld mezőn. Óriási szörnyek pusztítják el Narnia fáit, s özönvíz lepi el a mezőket, a hegyeket, a csillagok lehullnak az égről, és bevilágítják a zöld mezőt, mely mintha egy másik világ lenne. Az istállóajtó bezáródik, s Narnia világa megsemmisül. A kis csapat felfedezi az új világot. Minden olyan mint Narniában, azonban minden sokkal szebb, s jobb, mint a régiben. Találkoznak Emethtel, a calormeni ifjúval, aki teljes szívével hitt Tashban. De Aslan elmondja neki, hogy valójában őt szolgálta mindig. Mindannyian folytatják útjukat "egyre feljebb, egyre beljebb", míg eljutnak egy körbekerített helyre, melyről kiderül, hogy az az igazi Narnia. S amit ők ismernek, csak az árnyéka. Találkoznak régi barátaikkal: Caspian herceggel, Trumpkinnal, Hős Cincz Vitézzel, Tumnus úrral és Sólyommal, a táltos paripával is. S megkezdik az igazi történetüket, az igazi világban…
|  | Itt a vége a cselekmény részletezésének! |

## Szereplők

### Főszereplők
- Eustace Scrubb
- Jill Pole
- Aslan
- Tirian király
- Gyémánt, az egyszarvú
- Gubanc, az ál-Aslan

### Mellékszereplők
- Fondor, a majom
- Rőt, a macska
- Lord Digory Kirke
- Polly Plummer
- Peter Pevensie
- Edmund Pevensie
- Lucy Pevensie
- Emeth, a calormeni ifjú
- Messzelátó, a sas
- Poggin, a törpe
- Titoklátó, a kentaur
- Rishda tarkaan, calormeni kapitány
- Tash, a gonosz isten

## Magyarul
- A végső ütközet; ford. K. Nagy Erzsébet; Szt. István Társulat, Bp., 1997